# Cratere Lendringsen
Lendringsen è un cratere sulla superficie di Marte.